# 布卢贝尔站
凱爾莫爾（英語：Bluebell）是一個位於愛爾蘭都柏林布卢贝尔內斯路的都柏林轻轨站，在2004年通車。
都柏林公車路線13、68和69能到達此站。